# Malaltia de les motoneurones
Les malalties de les motoneurones (MMN) són un grup de trastorns neurodegeneratius rars que afecten selectivament les neurones motores o motoneurones, les cèl·lules que controlen els músculs voluntaris del cos. Inclouen esclerosi lateral amiotròfica (ELA), paràlisi bulbar progressiva, paràlisi pseudobulbar, atròfia muscular progressiva, esclerosi lateral primària i amiotròfia monomèlica, així com algunes variants més rares que s'assemblen a l'ELA.
Les MMN afecten tant a nens com a adults. Tot i que cadascuna afecta els pacients de manera diferent, totes provoquen símptomes relacionats amb el moviment, principalment debilitat muscular. La majoria d'aquestes malalties semblen produir-se aleatòriament sense causes conegudes, però algunes formes s'hereten. Els estudis sobre aquestes formes heretades han donat lloc a descobriments de diversos gens (per exemple, SOD1) que es creu que són importants per entendre com es produeixen les malalties.
Els símptomes de les MMN es poden veure per primera vegada al néixer o poden aparèixer lentament més endavant a la vida. La majoria d'aquestes malalties empitjoren amb el pas del temps; mentre que algunes, com l'ELA, redueixen l'esperança de vida, d'altres no. Actualment, no hi ha tractaments aprovats per a la majoria d'aquestes malalties, i el tractament és majoritàriament simptomàtic.